# Естественно, Сейди
«Естественно, Сейди» — канадская молодёжная комедийная драма, которая включает в себя три сезона, транслировалась с 24 июня 2005 года по 26 августа 2007 года на канале «Family Channel». Сериал производства «Decode Entertainment». Он был создан Барбарой Вичманн и разработан Сьюзанн Болч и Джоном Мэй.

## Сюжет
В центре сюжета — 14-летняя Сейди Хоторн, которая живёт со своими родителями и братом Хэлом в Уитби, Онтарио. Она старшеклассница и начинающий натуралист, любит изучать и наблюдать за поведением животных. К счастью для Сейди, у неё есть два лучших друга, Маргарет и Рейн, которые поддерживают её, пока она во всём разбирается. Первоначально сериал назывался и транслировался как «Going Green», а название было изменено на «Естественно, Сейди», когда Шон Хук подумал о новой идее.
Второй сезон рассказывает о Сейди, когда она уже учится в выпускном классе, и показывает, что она поступает, испытывает чувства и выглядит соответственно типичному подростковому возрасту. С 1 по 2 сезон формат шоу сильно изменился. Между эпизодами больше преемственности и меньше внимания к природе. Сейди больше не влюблена в Оуэна Энтони, но теперь ей нравится новый парень, Бен Харрисон.
В третьем сезоне рассказывается об отношениях Сейди и Бена после их разрыва в первом эпизоде. Маргарет по-прежнему модница и даёт ещё больше советов. Старая подруга Рейна Тейлор возвращается в его жизнь, они сближаются и становятся парой.

## В ролях

### Основной кастинг
- Шарлотта Арнольд в роли Сейди Хоторн, начинающей натуралистки и ученицы средней школы имени Ричарда Бэдфорда Беннета, названной в честь 11-го премьер-министра Канады. Главная героиня шоу. Сейди относится к каждому дню как к одному большому эксперименту. Она влюблена в Оуэна Энтони, а позже и в Бена Харрисона, и быстро пытается применить свои знания в области естествознания в своей окружающей среде. Иногда упрямое стремление Сейди к знаниям приносит ей неприятности. Ей удаётся как-то справляться с этим с помощью друзей. Сейди — вегетарианка, у неё есть домашний птицеед, которого она назвала Шарлоттой. Она считает каждое животное милым, даже тех, кого другие находят жуткими или странными. Её образцом для подражания является Джейн Гудолл, на которую она хочет быть похожей и с которой во многих эпизодах пытается наладить контакт. В третьем классе она была влюблена в Рейна.
- Майкл Д’Аскензо в роли Рейна Пападакиса, канадца греческого происхождения, который является постоянным шутником. Он всегда работает над одним из своих главных планов успеха, которые обычно заканчиваются провалом. У него изнурительная подработка в семейном ресторане у родителей, которые читают длинные нотации на греческом о достоинствах «больше походить на его кузенов». К счастью, у него есть лучшие друзья Сейди и Маргарет, которые поддерживают и принимают все его безумные идеи. В третьем сезоне он начал встречаться с Тейлор ДиДоменикантонио. Когда она переехала в Уитби, они поладили, как в старые добрые времена. Рейн и Маргарет поцеловались однажды по пути из дома Сейди и с облегчением обнаружили, что между ними нет химии. В первом и втором сезонах он пытается произвести впечатление на Вивиан, потому что она ему нравится.
- Жасмин Ричардс в роли Маргарет Браунинг-Левеск, лучшей подруги Сейди, хотя иногда она хочет, чтобы Сейди чаще вела себя так же, как её сверстники. Втроём с Рейном Пападакисом они — лучшие друзья. Хотя Маргарет, будучи более популярной, иногда желает скорее простых друзей, она по-прежнему поддерживает натуралистические интересы Сейди и сумасшедшие планы Рейна. Большая часть её внимания обычно сосредоточена на шопинге, моде, танцах и мальчиках. У неё есть много правил, которыми она делится с Сейди, и планирует опубликовать их в книге. Она встречается с Оуэном Энтони, первым воздюбленным Сейди, в финале сериала.
- Джастин Брэдли в роли Хэла Хоторна, раздражающего, но иногда полезного старшего брата Сейди, который, в отличие от своей сестры, не очень хорошо учится в школе. У него часто возникают проблемы с директором школы, и в одном из эпизодов его даже арестовывают. В другом эпизоде Хэл становится наставником Сейди по искусству. Для Хэла этот предмет даётся лучше всего, для Сейди — хуже всего. Сначала Хэл пытается ей помочь. Но когда понимает, что Сейди может превзойти его в этом, Хэл даёт ей глупые бесполезные задания. В конце концов, Сейди действительно совершенствуется в искусстве, но сдаёт одну из своих худших работ, чтобы Хэл почувствовал себя лучше. Хэл также является лидером своей группы под названием «Morning Breath». Хэл любит смотреть «Monkeys and Cheese».

### Эпизодические роли
- Коллетт Микс — Джин Хоторн, мать Сейди и писательница. Когда она не гастролирует в каком-то другом городе, она запирается в своём офисе, работает или лежит на диване с закрытыми глазами, думая о работе. Джин всегда поощряла увлечение Сейди зоологией, и именно она будет защищать её, когда она решит выкапывать жуков во время семейного киновечера. Джин понимает сосредоточенность, решимость и причудливые исследования и рада видеть, что её дочь так преисполнена ими. Джин немного непостоянна и иногда витает в облаках, но Сейди ценит артистичность своей матери и искренние — пусть и недолгие — разговоры, которые они проводят.
- Ричард Кларкин в роли Уолтера Хоторна, отца Сейди, инженера. Он прямолинейный и требовательный труженик, умеющий мастерить вещи с помощью инструментов и печь сложные торты, требующие точных расчётов, но который не может приготовить еду, не зная рецепта. Уолтер точен во всем, что делает, и во многих отношениях является полной противоположностью сумбурной, нестандартно мыслящей Джин. Сейди много размышляет об этом «притяжении противоположностей», удивляясь грандиозному замыслу природы не потому, что отношения её родителей не работают, а тому, по какой причине они работают. Ему также нравится играть в «Merlins and Magicians».
- Кайл Касс в роли Оуэна. Оуэн Энтони в 1 сезоне был предметом мечтаний Сейди. Во втором сезоне она влюбляется в Бена и начинает видеть в Оуэне только друга. Она ранит его чувства, когда приглашает Бена и Оуэна на школьные танцы, он узнаёт об этом и прекращает их отношения.
- Мэнди Бутчер в роли Челси. Челси Брейер — популярная и злая девушка из 1 сезона, подруга Маргарет.
- Алекс Худ в роли Рона. Рон Юма — ботаник, он всех раздражает. Он ведёт себя как всезнайка и всегда старается брать на себя ответственность.
- Мэллори Марджел в роли Мэллори. Мэллори Рэндалл — Рон в женском обличии, но, в отличие от Рона, она пытается дружить со всеми, что раздражает людей. Она влюблена в Хэла Хоторна. Мэллори и Рон становятся парой.
- Кэролайн Парк в роли Вивиан. Вивиан Ву обожает Рейна, но не подозревает, что она ему нравится.
- Элисон Сили-Смит в роли мисс Манн. Директор школы. Она постоянно молодится, используя жаргон и сленговые выражения. Обычно её можно увидеть, когда она ходит по школьным залам в поисках учеников, которым можно дать листки с информацией о выполнении заданий.
- Джейкоб Кремер в роли Бена Харрисона, возлюбленного Сейди со 2 сезона. Он новичок в школе, его все любят. Увлекается фотографией. Его любимый цвет — серый, а любимое блюдо — соус барбекю. Он всегда говорит «Чимо», слегка покачивая рукой, чтобы поприветствовать и попрощаться с людьми. Сейди находит его милым, обаятельным, самодовольным и милым. Он зовёт её «рыжиком» из-за цвета волос и заставляет идти на риск. Бену и Сейди почти удаётся поцеловаться во многих случаях, но им всегда что-то мешает. В конце концов, это происходит в эпизоде «Раздвижные двери шкафа».
- Шеней Граймс в роли Арден. Арден Олкотт появляется во втором сезоне как популярная подлая девушка и известна своими манипуляциями. Она — соперница Сейди в отношениях с Беном Харрисоном. У нее были короткие тайные отношения с Рейном, прежде чем они расстались из-за его непопулярности в школе. Ей нравится называть людей по фамилии.
- Диана Перессини в роли Тейлор. Тейлор ДиДоменикантонио — девушка Рейна в третьем сезоне. Она была его подругой с детства, и он начал встречаться с ней, когда она переехала в Уитби, и они поладили, как и в старые добрые времена в лагере.

## Процесс съёмок
Сериал был произведен компанией «Decode Entertainment» (которая позже была куплена DHX Media Ltd.). Хотя действие происходит в Уитби,съёмки проходили в Торонто, Онтарио, с домашними сценами и в школе, снятыми в бывшей католической начальной школе в Маленькой Италии, и сценами в торговом центре Dufferin Mall.

## Распространение
«Естественно, Сейди» транслировалась в Канаде на Family Channel и ВРАК-ТВ. За пределами Канады сериал транслировался на 90 рынках и транслировался на канале Disney в США, ABC в Австралии и France 2. Он также транслировался на нескольких международных каналах Nickelodeon, включая Nickelodeon Australia, Nickelodeon Italy, Nickelodeon Israel, Nickelodeon Scandinavia, Nickelodeon Spain, Nickelodeon Asia и Nickelodeon Germany.

## DVD релизы
Лучший по комплектации DVD-сборник «Естественно, Сейди» был выпущен 11 мая 2010 года в США и Канаде компанией Video Services Corp. DVD содержит 13 эпизодов на 2 дисках из сезонов 1 и 2.
В Австралии дистрибьютор Roadshow выпустил 2 тома первого сезона. Первый том под названием «Лес для деревьев» содержит эпизоды с 1 по 6 и был выпущен 1 июня 2011 года. Второй том под названием «Лучшие враги» содержит эпизоды 7-12 и был выпущен 2 декабря 2011 года. Серии сохранились в исходном широкоэкранном формате. Планов по выпуску остальных серий на данный момент нет.
Mill Creek Entertainment анонсировала полный сериал на DVD.

## Награды и номинации
| Год  | Премия                               | Номинация                                                                             | Номинант                                                   | Результат |
| ---- | ------------------------------------ | ------------------------------------------------------------------------------------- | ---------------------------------------------------------- | --------- |
| 2006 | Международный кинофестиваль в Чикаго | Особые достижения в режиссуре                                                         | Дэвид Уиннинг (за эпизод «Год дракона»)                    | Победа    |
| 2006 | Гильдия режиссёров Канады            | Лучший семейный телевизионный сериал                                                  | «Естественно, Сейди» (за эпизод «Двойной просчёт»)         | Номинация |
| 2006 | Leo Awards                           | Лучшая режиссёрская работа в детской или молодёжной программе или сериале             | «Естественно, Сейди» (за эпизод «Двойной просчёт»)         | Номинация |
| 2006 | Shaw Rocket Prize                    | Лучшая детская и молодёжная телевизионная программа                                   | «Естественно, Сейди»                                       | Номинация |
| 2007 | Гильдия сценаристов Канады           | Молодёжный                                                                            | Брэнт Пиаскоски (за эпизод «Расёмон»)                      | Победа    |
| 2007 | Молодой актёр                        | Лучшая игра в телевизионном сериале (комедии или драме) – Молодой актёр второго плана | Джейкоб Крэмер                                             | Номинация |
| 2008 | Гильдия сценаристов Канады           | Молодёжный                                                                            | Брэнт Пиаскоски (за эпизод «Внутри и за пределами Африки») | Победа    |